# خلیفةالخلفا
خلیفة‌الخلفا بالاترین مقام معنوی پس از مرشد کامل در طریقت صفویه و بعدها منصبی در دربار دولت صفویه بود. همهٔ صوفیان طریقت دستورات او را همچون دستورات مرشدشان اطاعت می‌کردند. رهبران طریقت صفوی (و بعدها شاهان صفوی) از طریق خلیفةالخلفا و زیردستان او که «پیره» نامیده می‌شدند، بر مریدان خود در داخل و خارج از ایران نظارت داشتند و با آنها تماس نزدیک برقرار می‌ساختند.

## تعریف اجمالی
در رأس سازمان تبلیغات صفویه، مقامی که «خلیفةالخلفا» نامیده می‌شد قرار داشت. ولادیمیر مینورسکی با ظرافت از این مقام با عنوان «دبیر مخصوص امور صوفیه» یاد کرده است. خلیفةالخلفا معاون و نایب شخص مرشد کامل، یعنی رهبر طریقت صفویه شناخته می‌شد. از آنجا که صوفیان قزلباش اکثراً ترک یا ترکمان بودند، به تبع آن صاحبِ منصب خلیفةالخلفا نیز ضرورتاً یک قزلباش و معمولاً ترکمان بود. همهٔ صوفیان طریقت دستورات او را همچون دستورات مرشدشان اطاعت می‌کردند. رهبران طریقت صفوی (و بعدها شاهان صفوی) از طریق خلیفةالخلفا و زیردستان او که «پیره» نامیده می‌شدند، بر مریدان خود در داخل و خارج از ایران نظارت داشتند و با آنها تماس نزدیک برقرار می‌ساختند.
پس از تشکیل دولت، به گفتهٔ مینورسکی: «شاه به وسیله خلیفةالخلفا و صوفیان نه تنها بر نیرویی که بدواً اسلاف او را به قدرت رسانده بود نظارت می‌کرد، بلکه بر تشکیلات وسیع پیروان و تابعان خویش که در سراسر قلمرو حکومت سلاطین عثمانی مسکن داشتند نیز تسلط داشت.»
به گفتهٔ نصرالله فلسفی، برای صوفیان طریقت صفوی، خلیفة‌الخلفا جانشین شاه محسوب می‌شد؛ یعنی صوفیان پس از شاه (که مرشد کامل بود)، خلیفة‌الخلفا را خلیفه و احکام وی را همانند احکام شاهی واجب‌الاطاعه می‌دانستند. در هنگام مرگ شاه تهماسب یکم نزدیک به ۱۰ هزار نفر از صوفیان در قزوین (پایتخت وقت حکومت صفوی) به سر می‌بردند که همه فرمان‌بردار حسین‌قلی خلفای روملو بودند که در مقام خلیفة‌الخلفای شاه تهماسب بود.
اعتبار منصب خلیفةالخلفا از هنگامی که این منصب بخشی لاینفک از سازمان صوفیان جنبش در مراحل نخستین آن بود، به گونهٔ طبیعی همراه با افول موقعیت سازمان صوفیان، کاهش یافت.